# Gyropora
Gyropora is een geslacht van neteldieren uit de familie van de Stylasteridae.

## Soort
- Gyropora africana Boschma, 1960